# AlterEgo Editore
AlterEgo è una casa editrice italiana fondata a Modena nel 2024 specializzata nell'editoria scolastica.

## Storia

### Le origini
Fin dalle sue origini la casa editrice AlterEgo ha prodotto e pubblicato opere per la scuola che trattano principalmente argomenti legati alla tecnologia e all'economia.
L’esigenza di aggiornare alcuni libri scolastici per le scuole secondarie di secondo grado ha spinto un team di docenti specializzati nelle rispettive aree di insegnamento a realizzare testi basati su un approccio didattico innovativo, facile da comprendere ma, al contempo, capace di preservare una riconosciuta autorevolezza.
I primi testi pubblicati da AlterEgo sono stati Topograficamente (Corso di Topografia, volumi 1, 2 e 3) e Sicuramente (Corso di Sicurezza negli ambienti di lavoro, volume unico) ai quali, solo un anno dopo, si è aggiunto Estimativamente (Corso di Economia ed Estimo, volumi 1 e 2).

### L'accordo col Gruppo Editoriale ELi
A distanza di un solo anno dalla sua fondazione, il Gruppo Editoriale ELi e la casa editrice Principato hanno manifestato un forte interesse per il lavoro svolto da AlterEgo e, grazie a un accordo di partenariato, hanno assunto il ruolo di promotori e distributori esclusivi per l'Italia dei testi scolastici AlterEgo.

## Mission
Una delle caratteristiche principali che fin dall'inizio della sua attività ha contraddistinto la mission di AlterEgo è stata la collaborazione con i suoi autori, insegnanti di comprovata esperienza ed esperti di settore adeguatamente riconosciuti, in grado di semplificare argomenti complessi e intricati, scrivendo testi chiari e facile comprensione, rendendoli pertanto fruibili a chiunque.
L’impaginazione essenziale, chiara ed accessibile, è una caratteristica che rende i libri di testo AlterEgo di facile utilizzo per tutti, anche da parte dei discenti con disturbi specifici dell’apprendimento, garantendo loro una reale integrazione all’interno del gruppo classe che inevitabilmente porta verso un successo formativo.
I testi pubblicati da AlterEgo sono arricchiti di materiale multimediale, i cosiddetti apparati, disponibili sia sulle versioni digitali che nell'area dedicata del sito web myalterego.it. Per i docenti sono messi a disposizione materiali didattici per lo svolgimento delle lezioni come slide coordinate ai testi sia nei contenuti che nella grafica sia esercizi risolti e verifiche scritte con soluzioni integrate. Per gli studenti sono stati realizzati contenuti video, esercizi risolti a corredo delle spiegazioni dei contenuti affrontati ed esercizi di approfondimento.
Il rispetto per l’ambiente e il benessere degli studenti sono ulteriori aspetti su cui AlterEgo si è concentrata: il tipo di materiali utilizzati per le pubblicazioni, tutte realizzate con carta certificata PEFC e inchiostri atossici, ha ridotto notevolmente gli sprechi di carta e ha permesso di creare libri leggeri che non appesantiscono gli zaini degli studenti.

## Integrazione digitale multimediale
Fin dall’inizio, AlterEgo e i suoi autori hanno compreso l’importanza di accompagnare le loro opere con un adeguato supporto digitale. AlterEgo, pertanto, ha stipulato un accordo che permette di rendere disponibili i propri libri in formato digitale sulla rinomata piattaforma bSmart, che rappresenta il punto di riferimento per i maggiori editori nel campo educativo.

## Formazione
AlterEgo e i suoi autori hanno promosso e sostenuto nel corso del tempo attività di formazione professionale, creando webinar e sviluppando seminari online riguardanti l'insegnamento, il successo formativo e il settore della scuola in generale.